# لورينزو بيكيه
لورينزو بيكيه (بالهولندية: Lorenzo Piqué)‏ هو لاعب كرة قدم هولندي في مركز الدفاع، ولد في 17 سبتمبر 1990 في روتردام في هولندا. لعب مع أدو دين هاغ وتوب أوس ونادي فولندام.

## وصلات خارجية
- لورينزو بيكيه على موقع قاعدة بيانات كرة القدم.إي يو (الإنجليزية)
- لورينزو بيكيه على موقع Soccerway.com (الإنجليزية)
- لورينزو بيكيه على موقع عالم كرة القدم.نت (الإنجليزية)